# Külalaid
Külalaid – estońska wyspa. Leży na Morzu Bałtyckim u północno-zachodnich wybrzeży wyspy Hiuma. Wysepka razem z sąsiadującymi z nią wysepkami Elmrahu oraz Ninalaid leży na terytorium założonego w 2006 roku rezerwatu Paope looduskaitseala.